# The Perfect Game
Pour plus de détails, voir Fiche technique et Distribution.
The Perfect Game est un film américain réalisé par William Dear et sorti en 2009.

## Synopsis
En 1957, Cesar Faz, un ancien joueur de baseball à Los Angeles, victime du racisme des ligues majeures, rentre au Mexique où il entraine une petite équipe.

## Distribution
- Clifton Collins Jr.
- Cheech Marin
- Jansen Panettiere
- Jake T. Austin
- Moises Arias
- Emilie de Ravin